# کلود فرانس
جین ویتیگ معروف به کلود فرانس (که به مادام ویتیگنی هم شهرت داشت) (زاده ۸ مارس ۱۸۹۳ در امدن، استان هانوفر، امپراتوری آلمان - درگذشته ۲ ژانویه ۱۹۲۸ در منطقهٔ ۱۶ پاریس) بازیگر فرانسوی آلمانی‌تبار است.

## زندگی‌نامه
کلود فرانس، در آلمان زاده شد و در فرانسه زندگی کرد و به شهرت رسید. او در ۲ ژانویه ۱۹۲۸، زمانی که تنها ۳۴ سال داشت. در آپارتمانش در پاریس با گاز خودکشی کرد. روزنامه‌های فرانسوی در آن زمان این مرگ را تراژدی غم‌انگیز یک بازیگر نام‌گذاری کردند..

## فیلم‌شناسی
- ۱۹۱۹ : کارناوال حقایق اثر مارسل لربیه
- ۱۹۲۰ : اتاق خاطرات اثر پییر مرودون
- ۱۹۲۱ : پدر گریوت اثر ژاک دو بارونسلی
- ۱۹۲۲ : الماس سبز اثر پییر مرودون
- ۱۹۲۳ : صلح اثر رنه لوپرنس
- ۱۹۲۳ : امپراطوری بفنش اثر آنری روسل
- ۱۹۲۳ : زن‌ها متفاوتند اثر ژان لوگراند
- ۱۹۲۳ : بال دیگر اثر آنری آندریانی
- ۱۹۲۵ : شاهزاده دوست داشتنی اثر ویکتور تورجانسکی
- ۱۹۲۵ : گوژپشت اثر ژان کیم
- ۱۹۲۵ : پدر کنستانتین اثر ژولین دوویویه
- ۱۹۲۵ : فنفن گل لاله اثر رنه لوپرنس
- ۱۹۲۶ : پیچ و تاب اثر مشترک گاستو روده و مارسل دومون
- ۱۹۲۶ : گهواره خدا اثر فرد لروآ گرانویل
- ۱۹۲۶ : آندره کورنلیس اثر ژان کیم بر اساس داستانی از پل بورژه
- ۱۹۲۶ : سیمون اثر امیل برنارد دوناتیان
- ۱۹۲۶ : دوشیزه هرینگتون اثر فرد لروآ گرانویل
- ۱۹۲۷ : مادر مقدس خواب است اثر مشترک مارکو دوژاستین و موریس گلز
- ۱۹۲۷ : جزیره عشق اثر ژان دوران و برت داگمار
- ۱۹۲۸ : دوشیزه ادیث، دوشس اثر امیل برنارد دوناتیان